# Roberto Ciotti
Roberto Ciotti (Rome, 20 februari 1953 - aldaar, 31 december 2013) was een Italiaanse bluesmuzikant, componist en gitarist.

## Leven en carrière
Ciotti werd geboren in Rome. Hij begon gitaar te spelen op 12-jarige leeftijd. Van 1970 tot 1972 was hij lid van de jazzband Blue Morning. Daarna begon hij een carrière als sideman, waarbij hij samenwerkte met onder meer Chet Baker, Francesco De Gregori en Edoardo Bennato.
Zijn debuut soloalbum, Supergasoline Blues, werd uitgebracht in 1978. In 1980 opende Ciotti een concert van Bob Marley tijdens het Italiaanse deel van diens tournee. In 1989 kreeg Ciotti commercieel succes toen hij de soundtrack componeerde van Gabriele Salvatores' film Marrakech Express. Ciotti en Salvatores werkten twee jaar later opnieuw samen voor de film On Tour. In 2006 publiceerde hij zijn autobiografie, Unplugged, waarin hij vertelde hoe moeilijk het was om trouw te blijven aan de geest van de blues zonder te bezwijken aan de verleiding van showbusiness en geld.
Ciotti stierf op 60-jaige leeftijd na lang ziek te zijn geweest, op 31 december 2013.

## Discografie

### Albums
- Supergasoline Blues (1978, Cramps, 5205 751)
- Bluesman (1979, Cramps, 5205 752)
- Rockin' Blues (1982, RCA Italiana)
- No More Blue (1989)
- Road 'n' Rail (1992)
- Marrakech Express - Turné (1992)
- King of Nothing (1994)
- Changes (1996)
- Walking (1999, Il Manifesto)
- Behind the Door (2002)
- Troubles & Dreams (2010)
- Equilibro Precario (2013)